# Rue du Calvaire
La rue du Calvaire è una strada del quartiere Montmartre di Parigi, nel XVIII  arrondissement. Si tratta di una scalinata lunga circa 40 metri piuttosto ripida, che collega la famosa Place du Tertre, la pittoresca piazza degli artisti, alla più bassa Rue Gabrielle.

## Origine del nome
Contrariamente alle dicerie, che lo attribuirebbero alla particolare difficoltà con cui i pedoni devono salire i gradoni della scalinata, il nome trae origine dal giardino del calvario eretto nel 1805 in cima alla collina, sul preesistente cimitero del 1688, appartenente alla vicina Chiesa di Saint-Pierre-de-Montmartre. Fino al 1873 si faceva riferimento all'area con il generico Place Sainte-Marie, dal nome di una chiesa vicina.